# Irish Tour
Nel 1974 esce Irish Tour il secondo album live del cantante/chitarrista irlandese Rory Gallagher.

## Il disco
Irish Tour non è solo uno dei più amati album di Rory Gallagher, è anche uno dei dischi live più belli di sempre, in grado di mantenere quel contatto che si instaura tra pubblico e cantante durante l'esibizione dal vivo.
Nonostante siano passati più di trent'anni dalla realizzazione, questo disco è ancora attualissimo e lo dimostrano le vendite durante gli anni (oltre due milioni di copie) che hanno portato, nel 1998, a una versione rimasterizzata.
Bisogna però fare un piccolo accenno alla situazione irlandese di quel periodo, erano anni in cui la separazione nord/sud si faceva sentire molto, vi erano atti di violenza e di disordine pubblico. Per questo motivo molti artisti si rifiutavano di suonare a Belfast privilegiando Dublino, per paura di questi atti di violenza.
Rory Gallagher è uno dei pochi artisti che poteva permettersi di suonare da tutte e due le parti senza che ci fosse alcun disordine, gli irlandesi erano incantati dal suo talento, dalla sua voce, dai suoi assoli alla chitarra.
Di questo tour è stata fatta anche una registrazione filmata da Tony Palmer, pensata per il pubblico americano. Divenne un filmato di grande successo che venne presto presentato anche al pubblico del vecchio continente.
Con questo album Rory Gallagher confermò al mondo intero la sua fama di grande interprete live, già acquisita con il Live in Europe del 1972, ma qui si percepisce un'ulteriore maturità nel modo di suonare e di cantare, dato anche dall'incremento (del 1973) degli strumenti utilizzati nelle canzoni (ricordiamo infatti l'introduzione della tastiera nelle canzoni).
In questo album ogni traccia è la dimostrazione dell'incredibile capacità tecnica di Gallagher con la chitarra che si amalgama con tutti gli altri strumenti. Qui la voce stessa diventa parte integrante del suono della chitarra.
Proprio per questo Micheal O'Suilleabhain disse «[..] la chitarra sembra cantare nelle sue mani. Le sue improvvisazioni non sono mai statiche, cambiano, evolvono espandendo il potenziale dello strumento stesso. La musica di Rory è certamente unica[..]»
La maggior parte di queste canzoni è stata registrata utilizzando il "Ronnie Lane's Mobile Studio".

## Tracce
1. Cradle Rock – 7:38
2. I Wonder Who – 7:52
3. Tattoo'd Lady – 5:04
4. Too Much Alcohol – 8:03
5. As The Crow Flies – 6:02
6. A Million Miles Away – 9:29
7. Walk On Hot Coals – 11:13
8. Who's That Coming? – 10:05
9. Back On My Stompin' Ground (After Hours) – 5:18
10. Maritime – 0:33

## Formazione
- Rory Gallagher - chitarra, voce, armonica a bocca, sassofono, mandolino
- Gerry McAvoy - basso
- Lou Martin - tastiera, fisarmonica
- Rod de'Ath - batteria, percussioni